# 横浜市中心部の廃河川
横浜市中心部の廃河川（よこはましちゅうしんぶのはいかせん）。現在の神奈川県横浜市中区から南区にかけての横浜市役所や伊勢佐木町、吉野町などに相当する一帯は、江戸時代初期まで大岡川河口の入り江や沼地であった。江戸時代に行われた吉田新田や太田屋新田の新田開拓、およびその後に市街地化された際に水路網が造られ、河川舟運や排水路に利用されてきた。1932年に発行された『横浜復興誌』によると、当時の横浜市内の河川・運河の総延長は約54km、年間航行船舶は延べ七万五千隻を数えたが、水運の衰退や都市交通網の再整備のため、外周にあたる大岡川・中村川・堀川と、根岸湾に至る堀割川を残して1977年までに埋め立てられた。本項では、これら大岡川水系の廃河川を中心に述べる。

## 河川網の形成
現在の大岡川・中村川・首都高速道路神奈川1号横羽線で囲まれた、東西に長い釣鐘状の土地は江戸時代初期まで入り江で、宗閑嶋（洲干嶋とも）と呼ばれる半島状の砂州が南側（今の元町付近）から伸びていた。この入り江では、1656年（明暦2年）から1667年（寛文7年）にかけて吉田勘兵衛により新田開発がおこなわれ、吉田新田となった。宗閑嶋の入り江側に沿った沼地では、1850年（嘉永3年）から1856年（安政3年）にかけて、太田敬明により太田屋新田が開発された。
吉田新田と北側の野毛方面の岸を隔てる川は現在の大岡川、同様に南側は中村川に相当し、吉田新田と太田屋新田との間はのちの派大岡川（は おおおかがわ）となる。新田内には、大岡川河口付近から東西に貫く中川が設けられた。中川には、水田に真水を流して海水の塩分を除去する役割があった。1859年に、新田と宗閑嶋との間に吉田橋、野毛との間に野毛橋（現在の都橋）が架けられた。1860年（万延元年）、太田屋新田や宗閑嶋に設けられた外国人居留地に住む外国人と日本人との衝突を避けるため、半島の付け根に堀川を通し、谷戸橋、前田橋、西之橋の3つの橋を架けて関所とした。この関所の内側が関内である。また、この頃から関内の人口が急増し、新田を順次埋め立てて市街地が形成された。1870年（明治3年）から1874年にかけて、吉田勘兵衛の子孫らにより、中村川から分かれて根岸湾に至る堀割川が造られたが、この時に丘陵を拓いた土砂も南一つ目沼（現在の中区吉浜町・松影町・寿町・翁町・扇町・不老町・万代町・蓬莱町付近）の埋め立てに使われた。1874年の地図には、阪東橋付近から東側の中川を踏襲した吉田川（よしだがわ）と、これと交わる富士見川（ふじみがわ）、日ノ出川（ひのでがわ）が記されており、吉田川と中村川を結ぶ川も、案として記載されている。この案に沿い、1893年に実業家の伏島近蔵は8万円の私費を投じ、中村川と堀割川の分流点付近から吉田川につなぐ新吉田川（しんよしだがわ）を着工し、1896年に完成させた。翌年には、新吉田川と大岡川を結ぶ新富士見川（しんふじみがわ）を完成させ、関内寄りの富士見川を埋め立てた。堀割川から中村川・堀川・派大岡川にかけてへは、三浦半島から横浜港への和船が頻繁に往来し、吉田川も建築資材や石炭、日用品などの運搬に利用された反面、日ノ出川や富士見川は主として排水の役割を持ち、舟の往来は比較的少なかった。
太田屋新田には、現在の港町1丁目から相生町と太田町の間を通り大岡川に注ぐ悪水堀が造られ、1871年に小松川（こまつがわ）と命名された。この小川は悪臭のため、1872年に高島嘉右衛門により埋め立てられた。
現在の野毛町から花咲町にかけては野毛浦と呼ばれる切り立った崖であり、このため東海道と横浜港を結ぶ横浜道も海沿いを避けて通された。新橋駅－横浜駅（現在の桜木町駅）間の鉄道敷設にあたり、1870年に野毛浦の先を、1本の水路を残して鉄道用地として埋め立てられた。この水路には紅葉橋、錦橋、瓦斯橋、雪見橋、花咲橋が架けられ、1871年に桜木川（のちに桜川（さくらがわ）に名称変更）と命名された。瓦斯橋の名称は、現在の横浜市立本町小学校の位置にあった都市ガス工場に由来する。
1923年9月1日に発生した関東大震災では、中村川・堀川・大岡川・吉田川の両岸と堀割川右岸が崩壊し、橋の多くも焼失・落橋した。政府の復興計画では三浦半島や房総半島から横浜への輸送路である堀割川・中村川・堀川の国費による改修が予定されたが、大岡川・帷子川流域の工業化を推進しようとした市は、両川の改修を国の事業として進めることを国に請願した。その結果、堀割川・中村川・堀川・吉田川を市、大岡川・帷子川を国が改修することとなり、護岸のコンクリート化や浚渫が行われた。新設・改築された橋梁は市内全体で178本（国施工37本、市施工141本）にのぼり、この時に立てられた橋の親柱にはさまざまな意匠が凝らされた。復興局では日ノ出川を埋め立てて公園とする提案がなされ、地元住民もこれに賛同したが河川を利用する材木問屋や回漕業者の反対があった。この時の埋め立ては見送られ、1953年4月から1956年にかけての埋立事業まで存続した。桜川は第二次世界大戦後の1948年10月より埋立に着手され1954年に完了した。1959年に着工した国鉄根岸線は、大岡川との交差付近から石川町駅近くの吉浜橋付近にかけて、派大岡川に橋脚を建てた高架構造で建設され、1964年にこの区間を含む桜木町駅－磯子駅間が開通した。橋脚の基礎は岩盤に到達しておらず、ペデスタル杭が採用された。この頃から河川の流通機能は衰退し、廃船となり放置された艀が問題となった。

## 派大岡川と吉田川の川跡利用
1965年に、飛鳥田一雄市長のもと横浜市六大事業が策定された。このうち、高速鉄道計画（横浜市営地下鉄）と高速道路網計画（首都高速道路）が、派大岡川と吉田川の川跡利用において重複することとなった。1965年の審議会では、派大岡川・吉田川の地下に高速鉄道を通し、吉田川地上部を大通り公園、派大岡川地上部を駐車場・道路拡幅用地・商業ビルとする案が出された。1968年2月16日には、東神奈川方面と山下町方面の間を派大岡川上空の高架とし、関内駅付近にジャンクションを設けて吉田川上空に狩場方面の支線を設ける都市計画決定と事業決定がなされた。根岸線と合わせて高架橋が並び都市部が分断されること、桜木町駅付近から石川町駅付近にかけて根岸線の内陸側を通るため2か所で鉄道高架を越えることから、高さのある構造となることが懸念され、伊勢佐木町や馬車道の商店街は同年2月29日に反対の陳情を行った。飛鳥田も「肩や尻の傷なら仕方ないが、これは横浜にとって“眉間の傷”になる」と反対を表明した。1968年4月に田村明が横浜市に入庁し、企画調整室が新設された。交渉の結果、建設省は首都高速の地下化の検討に入った。大通り公園の下に、一部トンネル、残りは掘割構造とし、すでに同じ空間に路線免許を取得していた地下鉄は、大通り公園に並行する国道16号の地下に変更するものであった。これには横浜市交通局が反発した。首都高速道路公団の管理官は、横羽線を地下にして横浜ベイブリッジ方面につなげるが、関内付近から阪東橋付近の路線は建設せず、横浜横須賀道路方面への通過交通は本牧付近を通る首都高速湾岸線・高速磯子線を迂回させる案を提示した。しかしこの案は、首都高速を管轄する建設省都市局の事務方から猛反発を受ける。本案で途切れさせた区間は、同省道路局所管の日本道路公団に横取りされる恐れがある、という理由があった。1969年3月4日。田村は大雪の中、首都高速を使い建設省に出向いて、尾之内由紀夫建設事務次官と直接会談した。尾之内もジャンクションを片方向とし高架を簡素化する対案を示したが、最終的に「首都高速は派大岡川の地下と中村川上の高架、地下鉄は大通り公園の地下」という横浜市の主張が採用された。折しも会談の直前の同年2月に大岡川分水路が都市計画決定し、中村川に橋脚を建てることが可能になった事情もあった。
1969年5月に横羽線を地下とする都市計画変更がなされたが、設計に当たって数々の技術的問題が生じた。派大岡川跡は深さ30mのヘドロが堆積し、近接する根岸線の運行に影響することが懸念された。大江橋と弁天橋の架け替えも計画されており、工期に調整を要した。さらに、高架の根岸線、地表面の大江橋（国道16号）や新設される桜川橋（山下長津田線）、大岡川、首都高速桜木町トンネル、地下鉄が5層で交差する構造となり、難工事が予想された。1968年に完成した桜木町ゴールデンセンターの地下に地下鉄桜木町駅の空間が用意されており、地下鉄を首都高速の上に通す必要があったが、地下鉄の2倍以上の幅員がある道路トンネルを深い位置に掘ることは技術的に困難であった。そこで、桜木町駅をより深い位置に掘り直し、首都高速の下をシールドトンネルで通すよう改めた。駅の位置の関係上勾配が制限を越えるため、大岡川の川底を2m上げ、川底と道路構造物との間を最も近いところで1mとした。大岡川以南は、当初案の派大岡川から尾上町通り（国道16号）地下に変更し、尾上町に関内駅が設けられた。川跡の区間を含む伊勢佐木長者町駅－上大岡駅間は1972年12月16日、伊勢佐木長者町駅－横浜駅間は1976年9月4日に開業。金港ジャンクション－横浜公園出入口間は1978年3月7日、横浜公園－石川町ジャンクション間は1984年2月2日に供用開始した。

## 川の痕跡
前述の通り派大岡川の大半の区間は首都高速横羽線の半地下区間となり、吉田橋や羽衣橋が掘割を横断する橋梁に改められた。吉田川のうち派大岡川と阪東橋との間は全長約1.2Kmの大通り公園となり、その地下を走る横浜市営地下鉄ブルーラインには、川跡の区間に伊勢佐木長者町駅と阪東橋駅の2駅が設けられた。伊勢佐木長者町駅のコンコースには、吉田川の橋の銘板を使ったレリーフが展示されている。阪東橋と中村川との間は、狩場方面から藤棚浦舟通り・関外地区への出入路となる首都高速狩場線阪東橋出入口のランプウェイと、その高架下に阪東橋公園が建設された。新富士見川と日ノ出川の一部は、それぞれ富士見川公園と日ノ出川公園として残されている。桜川の川筋は、国道16号の内陸側に並行する桜川新道（山下長津田線）となり、国道と新道の双方に花咲橋・雪見橋の名称のバス停が設置されている。市営地下鉄も、高島町駅と桜木町駅の間は桜川新道の地下を通る。

## 大岡川水系以外の廃河川
現在の横浜駅周辺も吉田新田同様、元は帷子川河口の入り江で、明治時代以降に埋め立てが行われた。当時帷子川水系新田間川の河口であった新田間橋の沖の、現在の西区北幸にあたる一帯の埋め立てにより、埋立地の縁に派新田間川（は あらたまがわ）が造られた。1997年竣工の帷子川分水路の建設に伴う流路付け替えのため、新田間川と分水路接続部との間が廃河川となり、川跡は商業ビルや緑地として利用されている。また、かつて新田間川の本流は現・横浜駅西口広場付近を通り派新田間川の途中に合流していたが、この付近も埋め立てられ、新田間川は幸川を通して帷子川本流に合流する形となった。
山手の湧水を源流とし、山手駅付近や中区麦田町、千代崎町などを通り小港町付近で東京湾に注ぐ千代崎川（ちよざきがわ）は、関東大震災の復興事業で流路を直線状に改修され、その後公共下水道として暗渠化された。2008年より埋め立てられたが、橋の一部がモニュメントとして残されている。

## 橋
太字は現存する橋。大岡川、中村川・堀川、堀割川の橋梁については、それぞれの河川の記事を参照。
派大岡川（大岡川側より）
- 柳橋
- 吉田橋（首都高速の掘割を渡る橋として架設されている。道路下部にマリナード地下街を併設）
- 羽衣橋（国道16号。歩行者用横断地下道を併設）
- 豊国橋
- 港橋
- 花園橋（旧花園橋の位置から石川町ジャンクションにかけては、花園橋トンネルの名称でトンネル構造となっている）
- 吉浜橋

新吉田川～吉田川（中村川側より）
- 千歳橋
- 日本橋（藤棚浦舟通り）
- 阪東橋
- 横浜橋
- 長島橋
- 武蔵橋
- 山吹橋
- 千秋橋（横浜駅根岸道路）
- 鶴の橋
- 権三橋
- 蓬莱橋

新富士見川（吉田川側より）
- 駿河橋（国道16号）
- 南吉田橋
- 万治橋

富士見川（中村川側より）
- 千歳橋
- 真金橋
- 富士見橋
- 雲井橋
- 賑橋

日ノ出川（中村川側より）
- 松影橋
- 扇橋
- 日ノ出橋

桜川（派大岡川側より）
- 錦橋
- 緑橋
- 瓦斯橋
- 紅葉橋（紅葉坂が桜川新道を渡る陸橋となる）
- 雪見橋
- 花咲橋
- 太平橋

小松川（派大岡川側より）
- 湊橋
- 尾上橋
- 住吉橋
- 翁橋（中村川の同名の橋とは異なる）
- 万年橋
- 豊国橋（派大岡川の同名の橋とは異なる）
- 千歳橋（吉田川、富士見川の同名の橋とは異なる）
- 駒形橋
- 相生橋
- 入江橋

## ギャラリー

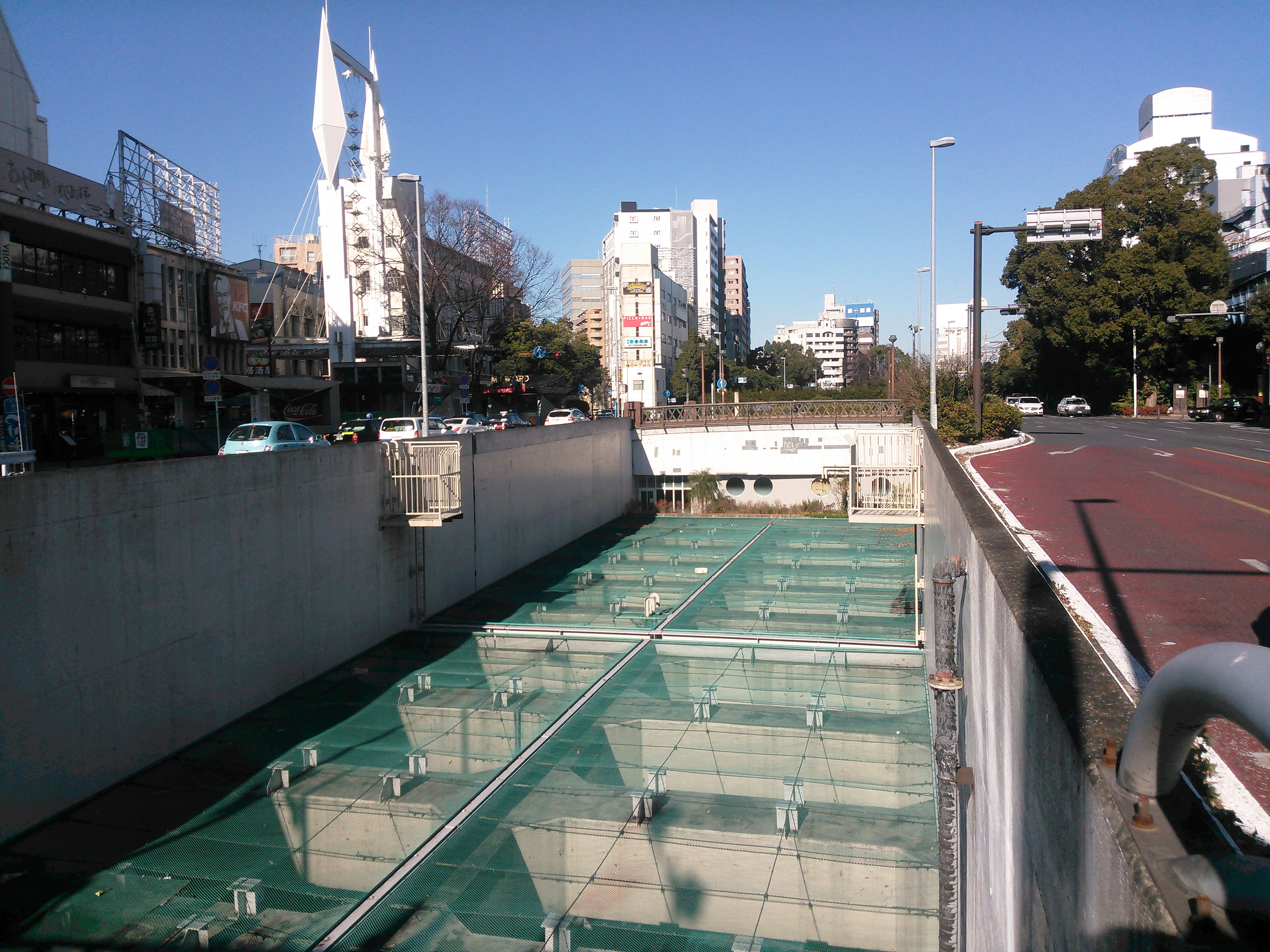
首都高速の半地下区間に転用された派大岡川、羽衣橋より北を望む。
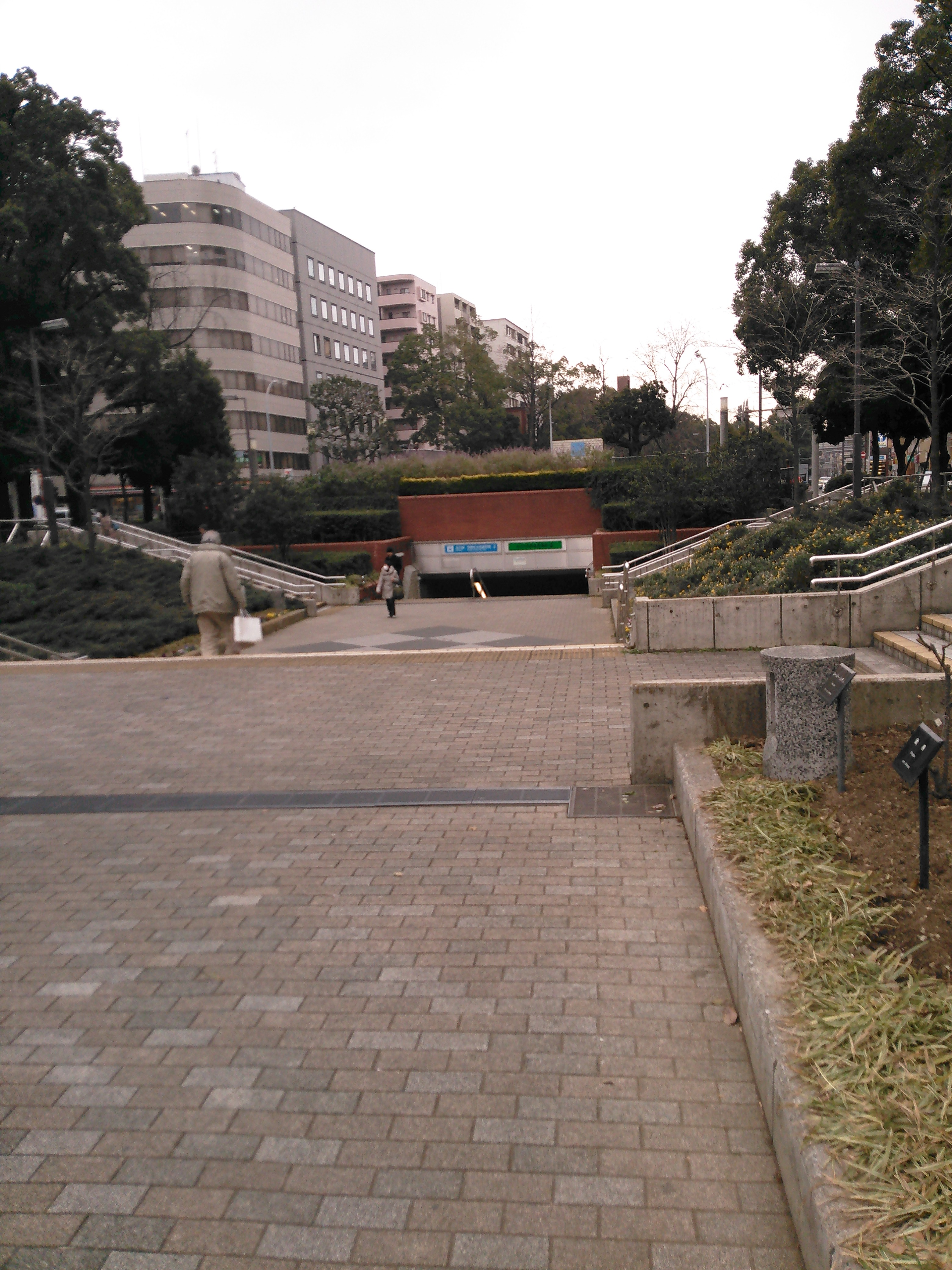
吉田川の跡は全長約1.2Kmの大通り公園となり、地下には横浜市営地下鉄ブルーラインが走る。
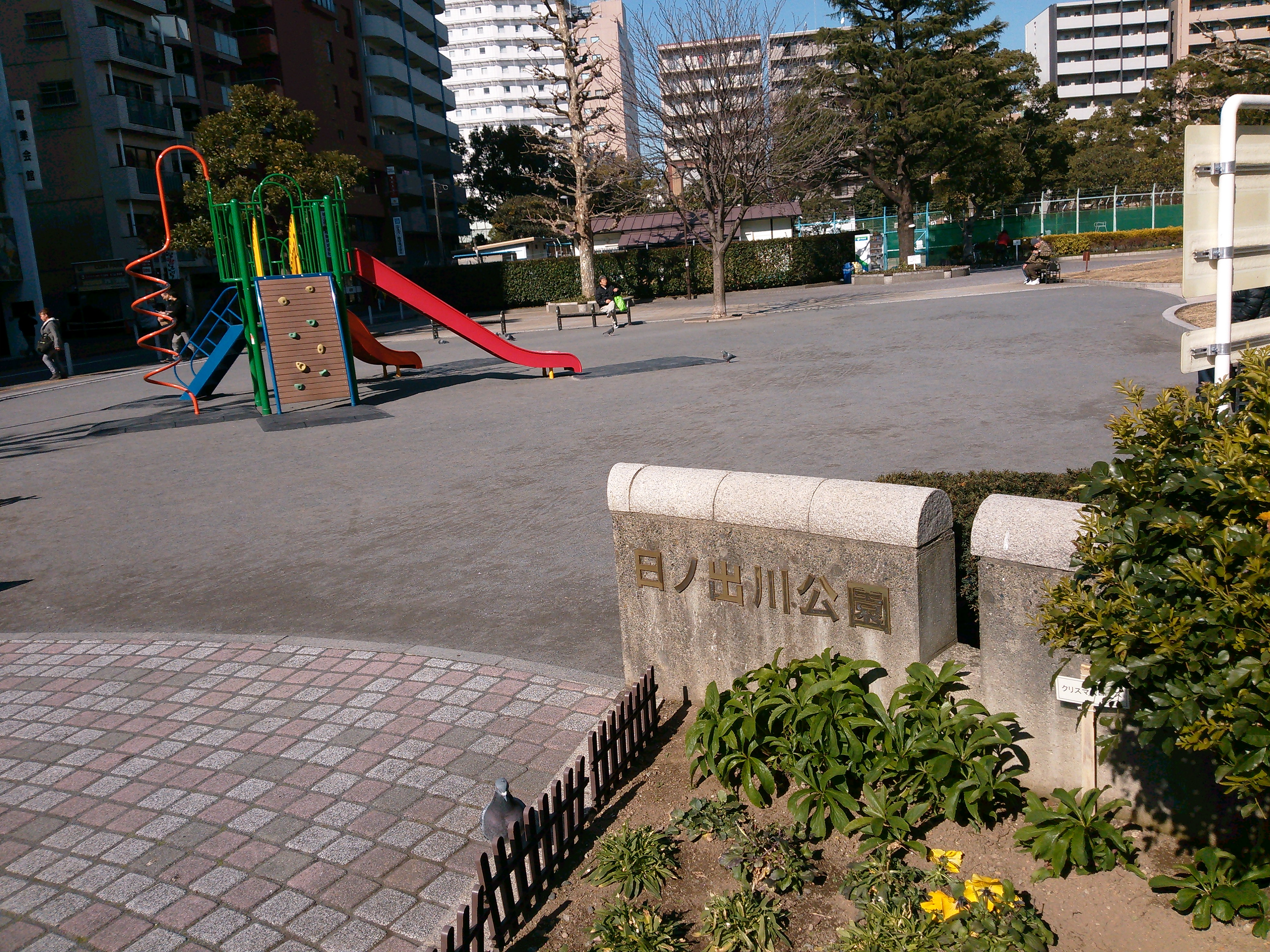
日ノ出川の跡は、大通り公園に接する一部が日ノ出川公園となった。
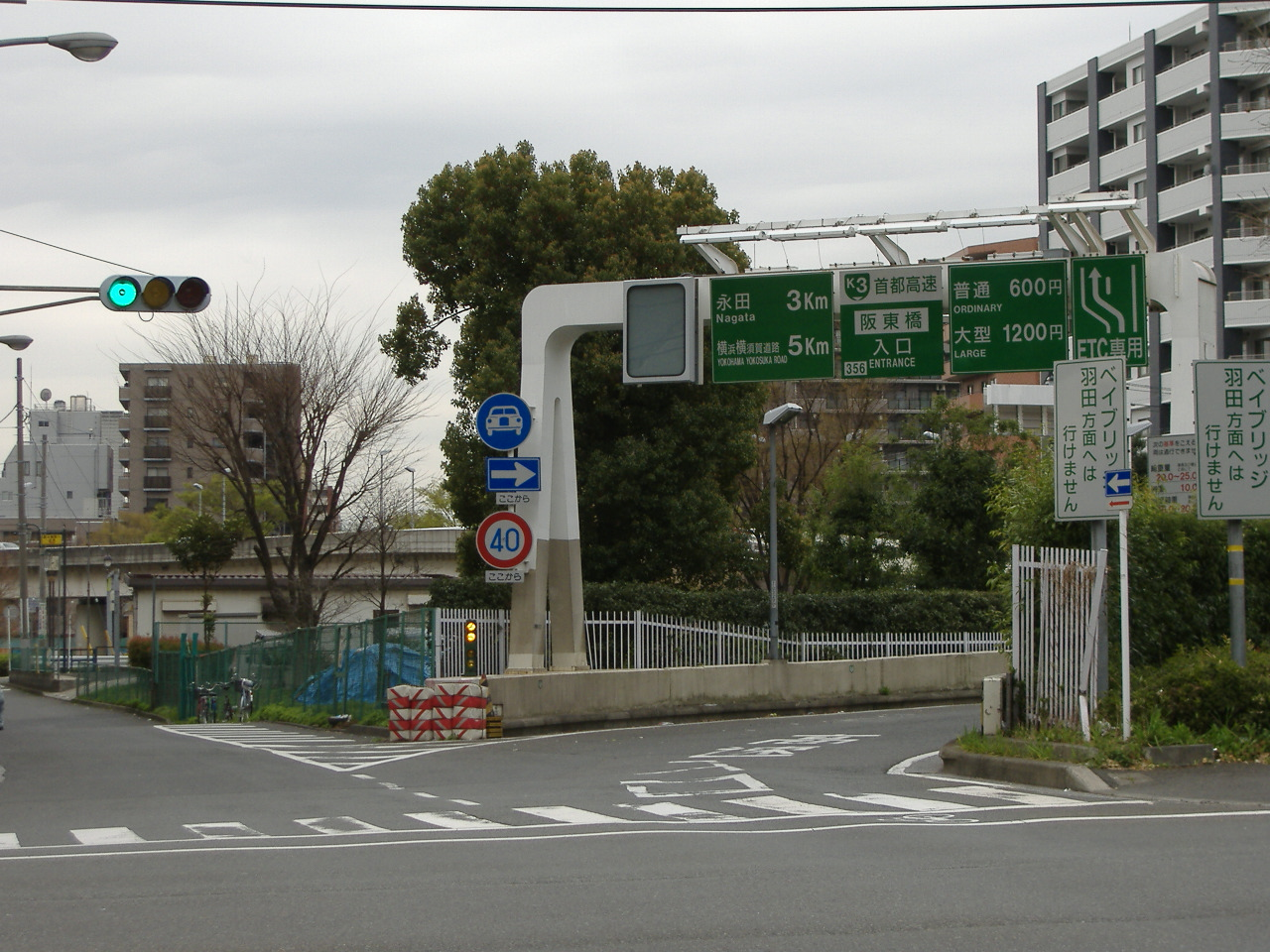
新吉田川跡に造られた首都高速阪東橋出入口は、東名高速や横浜横須賀道路方面から横浜中心部へのルートとして重要である。
明治時代（時期不明）の写真。吉田橋と馬車道の入口。